# Solti János
Solti János (Budapest, 1953. december 4. –) Máté Péter-díjas magyar zenész, az egyik legismertebb és legnépszerűbb magyar „all-around” dobos, zeneszerző, tanár.
Elsősorban a Locomotiv GT dobosaként ismert, de számos más formációban szerepelt, és dobolásával rengeteg albumon találkozhatunk. A ma működő zenészek minden generációjára hatással volt. Az MZTSZ Zeneművészeti Szakiskola tanszakvezető tanára.
Három gyermeke van: Alexandra (1983), Hanna (1996) és Márk (2005).

## Életpályája
A Bartók Béla Zeneművészeti Szakközépiskola jazz tanszakán Kovács Gyula tanítványaként végzett 1973-1976 között. A Generálban kezdte pályáját, majd 1977-ben állt be a Locomotiv GT-be az Amerikába disszidált alapító Laux József helyére. Azóta is az együttes tagja, ám a zenekar inaktív időszakában a Hobo Blues Bandben (1989-től), a Tátrai Bandben (1991-től), a Budapest Big Band (1986-tól), Things (1985-től), In Line (1988-tól) és a Magyar Atomban is szerepet vállalt. Emellett számos külső album készítéséből vette ki a részét – saját bevallása szerint a négyszázadik körül hagyta abba a közreműködésével készült lemezek számon tartását.
Stúdiózenészként különböző előadókkal több száz lemezen játszott. Lemezt készített és játszott többek között olyan művészekkel, mint Szabó Gábor, Tony Lakatos, Krzysztof Ścierański, Dave Samuels, Rainer Brüninghaus, Zbigniew Namysłowski, Benkő László, Katona Klári, Sztevanovity Zorán, László Attila, Demjén Ferenc, Szakcsi Lakatos Béla, a Roy & Ádám, Dés László, Kovács Kati, Horváth Charlie, Koncz Zsuzsa, illetve LGT-s kollégái szólólemezein is rendszerint dobol.

## Közreműködései

### LGT
- Zene – Mindenki másképp csinálja (1977)
- Mindenki (1978)
- Loksi (1980)
- Kisstadion '80 (1980)
- Locomotiv GT X. (1982)
- Too Long (1983)
- Azalbummm (1983)
- Ellenfél nélkül (1984)
- Búcsúkoncert (1992)
- 424 – Mozdonyopera (1997)
- A fiúk a kocsmába mentek (2002)

### Tátrai Band
- Illúziók nélkül (1989)
- A küszöbön túl (1991)
- Kísértés (1992)
- New York, New York (1993)
- Utazás az ismeretlenbe I. és II. (1994)
- A Hold szerelme (1995)
- Hajnali szél (1996)
- Live (1996)
- Városi lebegés (1996)
- Különös álom (1997)
- Mexicano (1999)
- Csillagszél (1999)

### Hobo Blues Band
- Kocsmaopera (1991)
- Férfibánat (1992)
- Csintalan lányok, rossz fiúk (1994)
- Vissza a 66-os úton (1995)
- Vadaskert (Hobo Blues Band-album) (1996)
- A nemek háborúja (1997)
- Apák rock and rollja (2008)

### Kovács Kati
- Szívemben zengő dal (1979)

### Zorán
- Édes évek (1985)
- Az élet dolgai (1991)

### Deák Bill Gyula
- Bűnön, börtönön, bánaton túl (1993)

### Földes László
- I Love You Budapest (1993)
- Kenyerem java (1995)
- Imák és mantrák (1996)
- Kövek az útról (1997)

### Presser Gábor
- Csak dalok (1994)

### Kaszás Attila
- Tomboló Hold (1998)

## Díjai, elismerései
- Az „Év dobosa” szakmai díjban részesült tizennégyszer (1977-1991)
- Az „Év dobosa” közönségdíjban részesült nyolcszor (1978-1986)
- EMeRTon-díj (1991, 1992)
- Hungaroton-életműdíj (2000)
- A Magyar Köztársasági Érdemrend lovagkeresztje (2005)
- Artisjus-díj (2005, 2022)
- Jávori Vilmos-emlékgyűrű (2008)
- Fonogram díj (2010)
- Story Ötcsillag-díj (megosztva az LGT tagjaival) - Az év zenei produkciója (2014)
- Máté Péter-díj (2024)[4]